# Алон-Швут
Алон-Швут (אַלּוֹן שְׁבוּת) — израильское поселение на Западном берегу реки Иордан, входит в региональный совет Гуш-Эцион. Расположен на высоте 950 м над уровнем моря возле дороги 60 (Иерусалим — Хеврон).
Построен в рамках восстановления (после победы в Шестидневной Войне) еврейских населенных пунктов района Гуш Эцион, разрушенных арабами в 1948 г.

## Название
Название дано в честь дуба (алон) — «одинокого дерева» — символа возвращения (швут) евреев в Гуш-Эцион, оставленный в ходе Войны за независимость. Ежегодно в день падения Гуш-Эциона, он же День независимости Израиля, его бывшие жители или их дети собирались в тех местах, откуда были видны Иудейские горы и одинокий дуб на гребне горы, возле которого располагались кибуцы Гуш-Эциона, и говорили о грядущем возвращении в эти места.
Кроме того, в названии поселения отзывается топоним Алон-Бахут из книги Бытия (35:8).

## История
Алон-Швут основан в 1970 г. как религиозное общинное поселение (ивр. יישוב קהילתי‎) возле кибуца Кфар-Эцион, с целью разместить там созданную в 1968 г. и располагавшуюся до этого в Кфар-Эционе ешиву «Хар-Эцион». Инициатором создания ешивы и поселения был Моше Мошкович (основавший также ешиву Ор Эцион и поселение Эфрата). Основателями ешивы были р. Йоэль Бин-Нун и Ханан Порат, возглавить ешиву были приглашены равы Йехуда Амиталь и Аарон Лихтенштейн. Алон-Швут был первым общинным (кехилати) населённым пунктом в Израиле, созданным не как сельскохозяйственное поселение, а как место изучения Торы и проживания, как центр нового создаваемого района. По его образцу были впоследствии созданы многие другие общинные поселения.

## Население
По данным Центрального статистического бюро Израиля, население на начало 2020 года составляло 3 098 человек.
Поселение состоит из трёх районов: Гиват-ха-Эц (старый район), соединённый с ним Гиват-ха-Браха (новый район) и находящаяся на расстоянии около 500 м. Гиват-ха-Хиш (караванный посёлок). Старый район назван в честь «одинокого дерева».

### Создание Гиват ѓа-Хиш
Гиват ха-Хиш назван в честь пехоты Хаганы (חי"ש — חייל שדה), занимавшей здесь позиции в 1948 году и преграждавшей Арабскому легиону путь в Иерусалим. Арабское название этого холма — Хирбет Сауир. На холме находятся развалины еврейского поселения византийской эпохи с миквой и давильней для винограда.
Жители Алон-Швута давно хотели заселить этот холм, но армия и правительство не давали разрешения. 23 октября 1998 г. Биньямин Нетаньяѓу и Ясир Арафат подписали при посредничестве США «соглашение Уай Плантейшн» о последовательном осуществлении соглашений Осло. Оно предусматривало прекращение строительства новых еврейских поселений. Накануне этого дня Зеэв Хавер («Замбиш»), глава организации «Амана», связался с Давиди Перлом, председателем совета поселения, и сообщил ему, что после подписания будет проведена аэрофотосъёмка территории Иудеи и Самарии, чтобы установить, какие поселения попадают в разряд «новых». «У вас последний шанс заселить Гиват ѓа-Хиш». На территорию были быстро проведены электричество и канализация, и ночью на холме были поставлены первые «караваны» (лёгкие передвижные домики), до этого находившиеся в разных местах поселения. В дальнейшем Давиди Перл ездил по всему Израилю и привозил в Гиват ѓа-Хиш обнаруженные им караваны, не нужные в других местах. Сейчас на холме около сорока караванов.
Таким образом, Гиват ѓа-Хиш была создана методом «стена и башня», как создавались еврейские поселения в 1930-е годы.
В Гиват ѓа-Хиш проживает большое количество геров из Трухильо, Перу, образовавших в Перу самобытную еврейскую общину, практически полностью переселившуюся в Израиль.
Около 40 % населения говорят по-английски: в основном это выпускники англоязычной программы ешивы Ѓар Эцион, оставшиеся в Израиле, и репатрианты.

## Учреждения поселения
В Алон-Швуте находятся:
- ешива Ѓар Эцион[5],[6]
- педагогический колледж им. Яакова Герцога (מכללת הרצוג)[7]
- колель под руководством р. Й.Ц.Римона
- издательство «Твунот» при колледже
- редакция журналов «Мегадим» и «Нетуим» при колледже
- институт технологических проблем ѓалахи «Цомет» (מכון צומת)[8]
- редакция субботнего листка שבת בשבתו[9]

В Алон-Швуте проходит ежегодная конференция по изучению Танаха (ימי עיון בתנ"ך) для преподавателей Танаха в религиозных школах и ешивах, проводимая колледжем Герцога и собирающая около полутора тысяч участников.
Возле поселения, на соседнем холме («Жёлтый холм») находятся:
- местный совет Гуш-Эциона
- районная начальная школа
- районная промежуточная школа
- средняя школа для девочек «Неве Хана»
- матнас Гуш-Эциона
- спортивный центр с крытым олимпийским бассейном (единственный крытый бассейн от Иерусалима до Беэр-Шевы, работающий зимой)

В Алон-Швуте работают:
- две ашкеназские синагоги
- сефардская синагога
- йеменская синагога
- мужская и женская миквы
- около десяти детских садов и яслей
- магазин
- отделение банка Мизрахи (единственное в Гуш-Эционе)
- почта
- поликлиники больничных касс Меухедет и Клалит
- отделения молодёжных движений «Ариэль» и «Бней Акива»
- дом культуры с центром для пожилых людей
- центр «Шалва» для содержания и воспитания детей с серьёзными отклонениями в развитии
- промзона.

Возле Алон-Швута проходит древняя римская дорога со столбами, отмечающими мили, древними миквами, виноградными давильнями и остатками поселений (דרך האבות) — туристическая достопримечательность Израиля.

## Известные жители поселения
Рав поселения — р. Гидон Перл, член бейт-дина по имущественным вопросам Гуш-Эциона.
В Алон-Швуте проживают:
преподаватели ешивы Ѓар-Эцион:
- р. Аѓарон Лихтенштейн, глава ешивы
- р. Яаков Медан, глава ешивы
- р. Барух Гиги (рав сефардской общины), глава ешивы
- р. Йосеф Цви Римон (рав нового района)
- р. Амнон Базак
- р. Амихай Гордин
- р. Моше Лихтенштейн
- р. Йеhуда Шавив, автор многих книг по недельным главам Торы и нафтарот

деятели еврейского образования и просвещения:
- Рами (Амрам) Янай, известный методист еврейского образования
- Ури Дасберг, редактор שבת בשבתו и директор института Цомет
- р. Исраэль Розен, бывший глава управления гиюров Израиля и глава института Цомет
- р. Йоэль Бин-Нун, глава «Ешиват Кибуц Дати», мыслитель и преподаватель
- Дуди Палант, глава русского отделения института Штейнзальца и центра "Меламедия"
- Рина Заславская, координатор преподавания иврита в отделе СНГ Сохнута
- р. Зеэв Вайтман, главный раввин концерна Тнува
- д-р Элияѓу Нетанэль, преподаватель иврита
- р. д-р Ханох Гамлиэль, исследователь иврита
- р. Шломо Шок, ученик и последователь р.ШаГаРа
- проф. Менахем Каѓана, исследователь мидрашей
- Амос Сафрай, ректор колледжа Эмуна
- проф. Яаков Кац, бывший председатель педагогического совета министерства образования
- проф. Михаэль Рыжик, семитолог
- д-р Ури (Олег) Гершович, философ

а также:
- д-р Зеэв Гейзель, бывший советник премьер-министра по вопросам абсорбции, переводчик советской авторской песни на иврит, математик, политолог, бард, исследователь истории песен
- Ноам Сольберг, окружной судья, будущий член Верховного Суда, бывший заместитель юридического советника правительства
- Алекс Рон, окружной судья
- Муса (Моше) Берлин, композитор и кларнетист-клезмер
- Надав Шамир, секретарь Совета по Высшему образованию Израиля

родственники известных людей:
- дочь Пинхаса Кеѓати, комментатора Мишны
- дочь р. Адина Штейнзальца, комментатора Талмуда
- дочь р. Йосефа Дова ѓа-Леви Соловейчика, главы «Ешива Юниверсити»
- дочь р. Хаима Давида ѓа-Леви, главного раввина Тель-Авива
- сын проф. Эфраима Элимелеха Урбаха, исследователя Талмуда, автора книги «Мудрецы Талмуда»

До недавнего времени в Алон-Швуте жили:
- р. Йеѓуда Амиталь, благословенной памяти, глава ешивы «Ѓар Эцион», глава движения «Меймад», министр в правительстве Израиля
- Юлий Эдельштейн, узник Сиона, министр абсорбции Израиля
- Зеэв Элькин, председатель парламентской коалиции в Кнесете
- Барух Берман, благословенной памяти, преподаватель иудаизма на русском языке, автор книги «Библейские смыслы»[10], погибший в автокатастрофе.